# Supertitlán
Supertitlán es una serie de televisión de comedia de situación mexicana producida por Dopamine y Universal Studio Group para TV Azteca, en el 2022. La serie es una versión de la comedia estadounidense Superstore, creada por Justin Spitzer y siendo adaptada para el público mexicano por Amaya Muruzábal. Se estrenó por Azteca 7 el 30 de mayo de 2022, y finalizó el 18 de agosto del mismo año siendo reemplazado por la segunda temporada de Un día para vivir. El 31 de diciembre de 2022, se anunció la renovación de la serie para una segunda temporada.
Está protagonizada por Jesús Zavala y Sofía Espinosa, junto a un reparto coral.

## Reparto
Se publicó una lista del reparto confirmado el 1 de noviembre de 2021, a través de la página web oficial de la sala de prensa de Dopamine.

### Principales
- Jesús Zavala como Jonás Encinas
- Sofía Espinosa como Amelia «Amy» Sosa
- Luz Aldán como Diana Valenzuela López y García
- Aldo Escalante como Juan Martínez del Mazo
- Ricardo Peralta como Mateo
- Erika Franco como Michelle
- Azalia Ortiz como Sandra
- Carlos Orozco Plascencia como Gervasio Cárdenas
- Amanda Farah como Remedios
- Laura de Ita como Lola
- Rubén Herrera Díaz como Rafael «Rafita»
- Eugenio Rubio como Adonis
- Harold Azuara como José Daniel «Yoshi»
- Juan Ugarte como Marcos
- Martín Barba como Byron
- Carmen Ramos como Pascualina
- Roberta Burns como Carolina
- Concepción Márquez como Mirta
- Nuria Blanco como Justina

### Recurrentes e invitados
- Hamlet Ramírez como Don Güero
- Miguel Gutiérrez como Roman
- Alfredo Jímenez como Adonay «Cara de bébe»
- Mauricio Guzmán como Rogelio «Jefe Apache»
- Paola Izquierdo como Lady Pañales
- Samadhi Domínguez como Alicia
- Daniel Resendíz como Daniel
- Talía Loaria como La ladrona
- Pascal Nadaud como Maestro botarguero
- Omar Villegas como Carlos «Chato»
- Anna Elia García como la Madre Severa
- Maribel Quero como Sor Dina
- Emma Escalante como la Edecán
- Ana Celeste Montalvo como Emma Ramírez Sosa
- Paulina Gil como Wendy Power
- Lorenzo Pérez como Agustín
- Francisco de la Reguera como Darío del Risco
- Juan Carlos Remolina como José Encinas
- Cristina Montero como Lidia
- Pablo Perroni como Gilberto
- Diana Carreiro como Julieta
- Karla Farfán como Daniela
- Lucrecia Monje como la Madre Granja
- Emiliano Camacho como Aguirre
- Lizzy Auna como Nadia
- Sergio Velasco como Paco Veloso
- Bárbara Turbay como Laura Rosas
- Audrey Moreno como Mercedes
- Pilar Flores del Valle como Nazareth
- Adriana Cadeña como Nezareth
- Francisco Calvillo como Pedro Villafuerte
- Carlos Barragán como Jesús
- Mercedes Vaughan como Doña Consuelo
- Alfredo Gatica como Miguel Ramírez[8]
- Aquiles Cervantes como José Carlos
- Marcelia Baetens como Corredora de Bienes Raíces
- Christopher Arzarate como Rescatista Topo
- Abraham Jurado como Felipe
- Viviana Serna como Kelly
- Claudia Santiago como Profesora de historia

## Producción
Los antecedentes de la serie se remonta a inicios de 2021, cuando la productora de contenidos independiente Dopamine —propiedad de Grupo Salinas— junto con NBCUniversal Formats, firmaron el 22 de febrero de 2021 una alianza y acuerdo colaborativo de producción para producir una versión mexicana de la serie de televisión Superstore. El rodaje de la serie se realizó de julio a noviembre de 2021, teniendo un confirmado de 48 episodios para su emisión.

## Audiencias
| Temporada | Horario (CT) | Episodios | Primera emisión    | Primera emisión      | Última emisión       | Última emisión       | Prom. de espectadores (millones) |
| Temporada | Horario (CT) | Episodios | Fecha              | Audiencia (millones) | Fecha                | Audiencia (millones) | Prom. de espectadores (millones) |
| --------- | --- | --------- | ------------------ | -------------------- | -------------------- | -------------------- | -------------------------------- |
| 1         | Lunes a jueves 20:30 - 21:30 h. Jueves 19:45 - 20:45 h. (Ep. 4) Martes 21:00 - 22:00 h. (Ep. 10) Martes 18:00 - 19:00 h. (Ep. 46) | 48        | 30 de mayo de 2022 | 0.77                 | 18 de agosto de 2022 | 0.68                 | 0.61                             |

## Episodios
| N.º | Título                             | Escrito por                                                                          | Fecha de emisión original | Audiencia (millones) |
| --- | ---------------------------------- | ------------------------------------------------------------------------------------ | ------------------------- | -------------------- |
| 1 | «Tienda piloto»                    | Joserra Zúñiga Tania Tinajero                                                        | 30 de mayo de 2022        | 0.77                 |
| Los empleados de Supertitlán reciben el anuncio de que habrá el día del «Ofertón Loco» para desalojar el almacén de la tienda, sin embargo, se sale de control al mal retiquetar los precios de los productos a $200 y $20 pesos. Mientras tanto, Diana se encarga de entrevistar y poner a prueba a 10 candidatos como empleados de la tienda pero solo dos obtendrán el empleo, entre ellos Jonás, quién hizo una extraña conexión con Amelia. |                                    |                                                                                      |                           |                      |
| 2 | «¿Esto es un asalto?»              | Salvador Suárez Obregón Héctor Barrios                                               | 31 de mayo de 2022        | 0.50                 |
| Gervasio se harta que Don Güero use la tienda como una extensión de su puesto, por lo que decide ponerlo en su lugar. Diana detiene a una mujer "sospechosa" de haber robado algo algunos cosméticos y con ayuda de Amelia, tratan de averiguar si es culpable o inocente y de ser lo contrario, su trabajo en la tienda pende de un hilo. Mientras tanto, después de sacar un credíto en el banco Aztlán —con la ayuda de Yoshi— para comprar un anillo de compromiso, Byron Mix es un cantante urbano que le pide matrimonio a Michelle, su novia de una manera peligrosa y poco inusual en frente de todos los empleados y clientes de Supertitlán. |                                    |                                                                                      |                           |                      |
| 3 | «Dulce Ana»                        | Paula Rendón Karin Valecillos                                                        | 1 de junio de 2022        | 0.64                 |
| Inicia la selección del personal de Supertitlán para ver quién representará a «Xolo», la mascota corporativa de la tienda y también de contratarse para la capacitación a un maestro botarguero de la ciudad. Además, Gervasio busca que Amelia sea la encargada de promocionar la deliciosa marca de pasteles Dulce Ana, pero esta se rehúsa a hacerlo al no compartir la ideología que la marca da en la sociedad; aunque Carolina y Mateo se ofrecen para seguir la promoción, al final el trabajo lo termina quien menos se lo esperaban. |                                    |                                                                                      |                           |                      |
| 4 | «El Penacho»                       | Diego Zanassi Denisse Quintero                                                       | 2 de junio de 2022        | 0.63                 |
| Los empleados de la tienda reciben la visita de los reporteros y editores de la revista El Penacho, la cual, llega una gran oportunidad para la tienda de poder demostrar por qué son diferentes a la competencia y por qué se consideran como una opción del mercado de los supermercados; aunque todo parecía marchar bien, Gervasio está propenso a cometer errores. Además, hay un concurso para hacer el jingle promocional que los represente, la cual, Michelle ve como una oportunidad de oro para que Byron Mix entre en el concurso. Mientras tanto, una de reportera de la revista descubre la doble vida que Jonás oculta. |                                    |                                                                                      |                           |                      |
| 5 | «La guerra de colores»             | Diego Zanassi Karin Valecillos                                                       | 6 de junio de 2022        | 0.48                 |
| Para hacer que en la tienda incrementen las ventas, Gervasio crea una dinámica por equipos de trabajo, por lo que los empleados se tendrán que dividir en dos equipos, el verde y el rojo. A lo largo del día, ambos equipos deberán hacer el mayor récord de ventas hasta el cierre y como recompensa para el equipo ganador será una fiesta con pizza junto con un bono de $1000 pesos, según para cada miembro. |                                    |                                                                                      |                           |                      |
| 6 | «Evaluador sorpresa»               | Paula Rendón Tania Tinajero                                                          | 7 de junio de 2022        | 0.55                 |
| A Gervasio le llega una notificación de última hora por parte de la empresa matriz y le hace saber a todos los empleados que estará entre ellos un evaluador sorpresa como un posible comprador encuberto, tras malos resultados del personal en el examen de eficiencia, ahora dicha persona que está de incógnito se encargará de revisar el rendimiento laboral de todo el personal; Diana se da la tarea de dar con el evaluador sorpresa. Byron Mix pasa a la siguiente fase del concurso de jingles promocionales que representará a la tienda, pero como requisito necesita grabar un videoclip para enviarlo a las oficinas de la empresa matriz, entonces, con la ayuda de Michelle y los demás empleados usa las instalaciones de la tienda. Aunque Jonás y Amelia últimamente se la han pasado peleando más de lo habitual, le llega una noticia a ambos que les cae como balde de agua helada, Jonás fue ascendido a cojefe de piso, por lo que él pasará más tiempo al lado de Amelia. |                                    |                                                                                      |                           |                      |
| 7 | «El Maniquí»                       | Salvador Suárez Obregón Denisse Quintero                                             | 8 de junio de 2022        | 0.66                 |
| Las mojas del convento de Las Esclavas de Santa Clara, llegan a la tienda a ofrecer su tradicional rompope. Mateo, al suplantar a Juan, que a su vez fue designado por Amelia como jefe de piso por un día, ocasiona el caos entre sus compañeros al asignarles tareas pesadas. Ahora que fue asignado como cojefe de piso, Jonás tiene ideas y propuestas para la tienda pero eso no se salva de las discusiones con Amelia; además, de que ella se la pasa molestándolo por ser el más débil del equipo, llevando su broma al siguiente nivel con ayuda de un maniquí con aparencia similar a él. Juan se da cuenta de que entre Amelia y Jonás esta pasando algo, al ver que las bromas que le hace son una especie de coqueteos, pero Jonás no logra captar el comportamiento de Amelia y las confunde con bromas de novatadas. |                                    |                                                                                      |                           |                      |
| 8 | «Turno extra»                      | Joserra Zúñiga Tania Tinajero                                                        | 9 de junio de 2022        | 0.47                 |
| La tienda de Supertitlán tarda en cerrar debido a la culpa de un indeciso cliente al comprar un destapa-caños, pero cuando los empleados estaban a punto de irse, Gervasio les informa que deberán quedarse horas extra para colocar los nuevos carteles que llevan el nuevo logotipo de Supertitlán. Lo peor de la situación es cuando se activan los seguros automáticos de las puertas de la tienda, dejando a todos encerrados y sin la posibilidad de salir de ella. Aunque al inicio hubo discordia, al final pudieron conocerse mejor al haber convivencia entre todos. |                                    |                                                                                      |                           |                      |
| 9 | «La venta especial de bodas»       | Paula Rendón Tania Tinajero                                                          | 13 de junio de 2022       | 0.60                 |
| Debido a que las reglas de la tienda no permite las relaciones entre gerentes y vendedores de piso, Diana renuncia a la subgerencia para volverse vendedora de piso para poder conquistar a Jonás. Emma, la hija de Amelia, aparece inesperadamente en la tienda robando bebidas alcohólicas para irse de pinta con sus amigas, pero su madre y Jonás la atrapan con las manos en la masa. |                                    |                                                                                      |                           |                      |
| 10 | «El buzón de quejas y sugerencias» | Salvador Suárez Obregón Karin Valecillos                                             | 14 de junio de 2022       | 0.76                 |
| Tras el éxito del primer buzón de quejas y sugerencias piloto, Gervasio implementa varios buzones en toda la tienda para lograr mejorar Supertitlán. Diana, ilusionada le cuenta a Amelia que está cerca de su primera cita con Jonás, sin embargo, Amelia sabe que eso no pasará. En cada momento, Diana se le insinúa y coquetea mucho con Jonás, pero logra hacer que él se sienta incómodo y pone pretextos para evadirla. Gervasio trata de encontrar al nuevo subgerente de la tienda entre los empleados, sobre todo en Amelia y Jonás, pero el que esta más ansioso por el puesto es Mateo. |                                    |                                                                                      |                           |                      |
| 11 | «Yo soy Wendy Power»               | Diego Zanassi Tania Tinajero                                                         | 15 de junio de 2022       | 0.52                 |
| Siendo presentada como la nueva subgerente de Supertitlán, Amelia se encarda de dar a conocer el reporte de Felicitlán, con resultados que muestra que todo esta yendo por un buen camino. A Supertitlán llega «Yo Soy Wendy Power», una youtuber que en la tienda estará firmando su libro de superación personal, Lola y Michelle se enteran de la noticia para conocer a su youtuber favorita, ya que según ellas, Wendy cambio sus vidas. Además, una tragedia sacude Supertitlán, en donde Jonás y Juan son testigos de hallar muerto sobre uno de los sillones cómodos de exhibición a Fidencio Herrera, uno de los clientes frecuentes de Supertitlán. Tanto Gervasio como los otros empleados, reflexionan sobre la fraglidad de la vida y deciden hacerle una pequeña ceremonia a su estilo. |                                    |                                                                                      |                           |                      |
| 12 | «Xolo-Reciclatón»                  | Joserra Zúñiga Tania Tinajero                                                        | 16 de junio de 2022       | 0.62                 |
| Comprometidos con el medio ambiente, la tienda implementa el Xolo-Reciclatón con el fin de volverse un centro de reciclaje y para ello, necesitan colocar tres depósitos, entre ellos, uno que debe de ir en el lugar que esta colocado el puesto de los tacos de Don Güero. Gervasio trata de convencer a Don Güero de una buena manera y este no accede, por lo que Gervasio aprovecha el programa de «Cero Tolerancia al Comercio Informal» del gobierno para denunciarlo, logrando que sea retirado el puesto de Don Güero. Esto detona que todos los empleados de Supertitlán y la gente que apoya a Don Güero se manifiesten de forma pacífica a fuera de la tienda y logran hacer que Don Güero regrese. Al final del día, Jesús Encinas, CEO de Grupo Encinas, dueño de Supertitlán y padre de Jonás, llega a la tienda de manera sopresiva con el anunció que se abrirá otra tienda cerca de la original, con el fin de saber si apoya o hace cerrar a una de las dos tiendas de Supertitlán, noticia que tiene desconcertados a Jonas y Gervasio. |                                    |                                                                                      |                           |                      |
| 13 | «Labor de parto»                   | Joserra Zúñiga Mauricio Somuano                                                      | 20 de junio de 2022       | 0.50                 |
| Durante todo el día, Michelle ha tenido contracciones, todas ellas son falsas alarmas desde el departamento de Hogar y electrónicos, hasta que el momento de dar a luz se presenta en el departamento de Deportes, donde nace Armónica, su bebé. Darío regresa a Supertitlán a supervisar el personal y Gervasio trata de impresionarlo, demostrandole que es un gerente estricto con su personal, pero de nueva cuenta le sale mal al presentarse diversas situaciones. Al no haber personal a cargo de la Salchichonería, Amelia pone a cargo a Marcos de atender a la gente, pero este, al manipular la rebanadora de jamón, se amputa el dedo pulgar y lo mete en un recipiente de guacamole para conservarlo fresco mientras tratan de llegar al hospital; sin embargo, Marcos pierde el recipiente y todo el personal esta en búsqueda del dedo, hasta que un cliente lo encuentra. Después del parto de Michelle, todos en la tienda se enteran de que habrirán una segunda sucursal de Supertitlán a kilómetros cerca de la peor manera. |                                    |                                                                                      |                           |                      |
| 14 | «Súper Supertitlán»                | Diego Zanassi Denisse Quintero                                                       | 21 de junio de 2022       | 0.59                 |
| Mientras Amelia se ausencia por un día, a Jonas y Sandra los ponen de encargados en el kiosco de adopción de cachorros en la tienda, por lo que su principal meta es conseguirles un hogar o si no, serán sacrificados al final del día por la agencia de adopción. Los empleados de Supertitlán original están hartos de lidiar con Supertitlán 2, desde no encontrar tacos en el puesto de Don Güero, hasta escuchar buenas historias de las excelentes condiciones laborales, haciéndolos superiores a la tienda original. Además, Justina esta harta de lidiar con Lola y su ataque de hipo, por lo que decide ayudarla poniendo a prueba todos los remedios caseros para el hipo. |                                    |                                                                                      |                           |                      |
| 15 | «Infiltrados»                      | Paula Rendón Tania Tinajero                                                          | 22 de junio de 2022       | 0.50                 |
| Amelia, Jonás y Gervasio van de incógnito a la nueva sucursal de Supertitlán y se dan cuenta de que es superior a la tienda original, donde hay mejores productos, mejor trato hacia los clientes, mejores empleados con condiciones laborales excelentes y hasta mejores instalaciones e inmobiliaria. Diana le hace saber a Gervasio que Supertitán original está así por su culpa y su falta de liderazgo. Yoshi se enamora de Julieta, una empleada de Supertitlán 2 a la cual ve como un amor imposible tras la rivalidad entre sucursales. Byron llega a Supertitlán a suplir a Michelle, mientras ella tiene licencia por maternidad y atiende a su hija recién nacida; Amelia ve a Byron como un caso perdido y una persona difícil de aprender, pero Jonás sabe que él puede ser el empleado perfecto para hacerle frente a Supertilán 2. |                                    |                                                                                      |                           |                      |
| 16 | «Armas y cocinas»                  | Salvador Suárez Obregón Karin Valecillos                                             | 23 de junio de 2022       | 0.54                 |
| El día del Niño aterriza a Supertitlán, por lo que se viste la tienda de manteles largos para recibir a los niños con actividades en las que se puedan divertir, además, cada empleado es encargado de cada actividad. Michelle regresa a la tienda junto con Byron y la pequeña Armónica, su bebé, que por un descuido de Byron y Yoshi, es intercambiado accidentalmente con otro bebé. Debido a la popularidad de los niños con la «Pistola Láser Super Destroyer», Jonás se conflictua con la venta de ese juguete, ya que él esta en contra de las armas y trata de convencer a los padres de familia de comprar otro tipo de juguete. |                                    |                                                                                      |                           |                      |
| 17 | «Verano en mayo»                   | Paula Rendón Tania Tinajero                                                          | 27 de junio de 2022       | 0.67                 |
| Como uno de los planes de venta estratégicos en contra de la otra sucursal, Gervasio decide adelantar las ventas de productos relacionados con las vacaciones de verano en pleno mayo. Los planes de la salida al cine de Amelia y Jonás se ven trucandos con el paso del día, cuando a Jonás ve que lo suyo no son las citas y se le ocurre invitar después a Juan, sin imaginar que se volvería en una salida al cine multitudinal. Diana investiga sobre los desperdicios de fruta rechazada que ha encontrado en las inmediaciones de la tienda, por lo que todos los empleados son interrogados por ella. Con tal de evadirla, algunos de los empleados de la tienda original van de íncognito a Supertitlán 2, en donde todo las apariencias engañan. Juan es castigado por la tentación, con tal de ver el sensual escote que traía puesto Diana. |                                    |                                                                                      |                           |                      |
| 18 | «La liguilla»                      | Diego Zanassi Mauricio Somuano                                                       | 28 de junio de 2022       | 0.55                 |
| Después de una pequeña discusión entre los empleados de Supertitlán original y la segunda tienda a fuera del puesto de Don Güero, los de Supertitlán 2 reta a los del Supertitlan 1 a un partido de futbolito. Mateo trata de organizar una cena romántica con Darío en su casa, sin embargo, viendo lo que gastaría en hacer la cena, intenta sacar un crédito en el banco para pagar los gastos, pero se le hará imposible cuando se entera de que en realidad nació en Guatemala, tras ver una discrepancia entre su credencial de elector y su acta de nacimiento. Yoshi, ve en el loro de Don Güero una doble ventaja para convertitlo en una mascota vidente y junto con su madre, hacer consultas sobre el futuro a cambio de dinero con el «Loráculo Paul». |                                    |                                                                                      |                           |                      |
| 19 | «Construcción de confianza»        | Salvador Suárez Obregón Denisse Quintero                                             | 29 de junio de 2022       | 0.64                 |
| Gervasio hace la dinámica de "el desayuno de traje" gracias a Jonás, sin embargo, la idea se lo tomó Rafita de una manera literal y fue vestido de un traje elegante. Además, Gervasio trae a México un entrenador motivacional para trabajar la confianza, la motivación y el trabajo en equipo, por lo que Paco del Oso los guía durante el día, aunque las expectativas no fueron los planeados, la mayoría de los empleados terminaron en el baño gracias a un alimento en mal estado que comieron durante el desayuno. Luego de ver que las cosas estaban en completo descontrol, Michelle durante su permiso por maternidad se hace cargo de toda la tienda, además, de ayudar a sus compañeros con su malestar estomacal y se sorprenden que por primera vez, trabajaron juntos en equipo. Juan se lleva una gran sorpresa de parte de Diana. |                                    |                                                                                      |                           |                      |
| 20 | «Miss Supertitlán»                 | Joserra Zúñiga Karin Valecillos                                                      | 30 de junio de 2022       | 0.69                 |
| Por órdenes de Grupo Encinas, organiza entre las dos tiendas de Supertitlán un concurso de belleza, en donde tanto mujeres como hombres de ambas tiendas son libres de elegir a los candidatos para la imagen de la tienda. Desde un inicio, Carolina y Marcos estaban compitiendo como precandidatos de la Supertitlán original, al final deciden que Amelia es la ideal para entrar al concurso, sin imaginarse que Nadia, la novia de Jonás, es la candidata por parte de Supertitlán 2. |                                    |                                                                                      |                           |                      |
| 21 | «Tienda Supercaliente»             | Paula Rendón Karin Valecillos                                                        | 4 de julio de 2022        | 0.66                 |
| Como en todo verano, se hace presente las olas de calor, sin embargo, el aire acondicionado de Supertitlán se avería y hace que tanto Jonás como Amelia se pongan en contacto con el soporte técnico, pero al no haber resupesta de ellos, deciden ponerse a trabajar juntos para arreglar el aire. Debido a los estragos del calor, todos empiezan a reaccionar de una manera muy rara, haciendo que Diana se burle de sus compañeros y los intente convencer de que el calor es mental. Los empleados deciden hacer un «Acapulco en la bodega» a espaldas de Diana, aprovechando la falla con el aire para ponerse traje de baño, refrescarse y hacer una pequeña convivencia. |                                    |                                                                                      |                           |                      |
| 22 | «Cosas perdidas»                   | Joserra Zúñiga Denisse Quintero                                                      | 5 de julio de 2022        | 0.61                 |
| Los empleados de Supertitlán organizan una tómbola de los objetos perdidos de los clientes que no han reclamado en más de 3 meses, por lo que, cada empleado tendrá suerte de pasar a sacar un solo objeto. Mateo saca unos shorts que le parecen fuera de moda, mientras que Amelia saca una chaqueta de piel, haciendo que Mateo se sienta insatisfecho con los shorts que sacó, por lo que Amelia decide intercambiar lo ganado con Mateo, pero después saca a relucir su lado heterosexual al pornerse la chaqueta en el trabajo. Mientras tanto, Amelia y Jonás encuentran varios objetos dentro del short, entre ellos $10 mil pesos, por lo que Jonás le recomienda a Amelia que los ocupe en ella misma y en lo que ella quiera, sin embargo, todos se enteran y le ruegan a Amelia que use el dinero en algo benéfico para todos los empleados. |                                    |                                                                                      |                           |                      |
| 23 | «La caída de Supertitlán»          | Diego Zanassi Denisse Quintero                                                       | 6 de julio de 2022        | 0.71                 |
| El día decisivo sobre quién de las dos sucursales de Supertitlán llegó, por lo que el Sr. Encinas al final del día deberá tomar una decisión basándose en las ventas que tenga cada tienda en ese mismo día. Aunque Diana tiene un actitud muy pesimista durante el día, debido a que no se puede mejorar todos los errores cometidos de hace meses en un solo día, Amelia se encarga de motivar a sus compañeros a trabajar en equipo, salir de la crisis y ganarle a Supertitlán 2. Debido a que los abrazos gratis con la botarga de Xolo no parece funcionar, Marcos y Yoshi junto con Byron, deciden lavar autos gratis mostrando un ticket de compra, aunque no parecía funcionar debido al físico de cada uno, Adonis se les une y logra hacer que los clientes, en especial mujeres, lleven a lavar su carro después de hacer las compras debido a su voluctuoso físico, haciendo que Marcos, Byron y Yoshi se sientan menos y no tengan clientes. Durante la competencia, Daniela, la subgerente de Supertitlán 2 llega a la tienda y va con Gervasio a pedirle empleo con urgencia, al decirle que su tienda tiene más ventaja de supervivencia que su tienda, sin embargo, Daniela logra engañar a Gervasio y sabotear el sistema de la tienda original para que no recaude ninguna venta, por lo que todos los empleados deberán de resolver como recaudar las ventas mientras se reestablece el sistema, antes de que acabe el día. |                                    |                                                                                      |                           |                      |
| 24 | «Quinceañera»                      | Salvador Suárez Obregón Tania Tinajero                                               | 7 de julio de 2022        | 0.58                 |
| Antes de iniciar el turno, Gervasio llega con buenas noticias tras la derrota de Supertitlán 2, con copas de Sidra sin alcohol y algunos aperitivos, premia a todos los empleados con vales de descuento, lo que deja descontento a la mayoría de los empleados. Jonás se anima a invitar a salir a Amelia ese mismo día, pero se lleva la sorpresa de que ese mismo día son los XV años de Emma y por falta de dinero, Amelia no le pudo organizar su fiesta; por lo que Jonás, con la ayuda de Juan, Michelle, Diana y Gervasio, se pone manos a la obra para organizarle la fiesta dentro de la tienda en horas no laborables y sin que se entere ningún funcionario de Grupo Encinas, en especial, Darío. Al saber que ningún supervisor puede salir con sus inferiores, Mateo guarda el secreto a Diana de su relación con Darío por temor a ser despedido, sin embargo, le echa la culpa a Sandra y ella se inventa toda una historia de amor con Darío durante el día, por lo que hace que Mateo se sienta harto de escucharla. Jonás logra darle la sorpresa a Amelia de la organización de una fiesta de XV años improvisada y con todo y baile moderno, la celebración de los XV años de Emma iba de maravilla, hasta que Gervasio da la sorpresa de que invito a Miguel Ramírez, el padre de Emma y esposo de Amelia. |                                    |                                                                                      |                           |                      |
| 25 | «Amigos, simplemente amigos»       | Diego Zanassi Karin Valecillos                                                       | 11 de julio de 2022       | 0.74                 |
| El Día Internacional de la Amistad llega a Supertitlán como una buena estrategia, pero Gervasio vuelve a meter la pata al juntar en una playera siamesa a Jonás y Amelia, revelando algunas verdades a la luz. Yoshi busca la manera de caerle bien a Miguel y poderse ganar su confianza para poder ser el novio de Emma, incluso haciéndose pasar por jefe de piso, pero la mentira se le cae a Yoshi y Miguel toma la última decisión. Después de la batalla de tiendas en donde Supertitlán 1 sobrevivió ante un cierre, El señor Encinas le da el dinero a Jonás para que saque a flote su negocio de bicicletas acuáticas, siendo así supuestamente su último día como trabajador en la tienda, por lo que Jonás decidirá si quedarse o no. Las mentiras de Sandra sobre su supuesto romance con Darío tienen hasta el límite de paciencia a Mateo, haciéndolo creer que en realidad Darío lo engaña con ella. |                                    |                                                                                      |                           |                      |
| 26 | «Premio Felicitlán»                | Salvador Suárez Obregón Denisse Quintero                                             | 12 de julio de 2022       | 0.64                 |
| Darío toma la decisión de quedarse en Supertitlán para continuar trabajando a lado de sus compañeros y luchar por el amor de Amelia, teniendo como rival a Miguel. La tienda por primera vez realiza el Premio Felicitlán al mejor empleado de Supertitlán, por lo que pone a Mateo muy emocionado ya que el cree se lo merece, pero Juan será su rival, debido a las buenas acciones que el realiza terminan siendo reconocidas por los clientes. Supertitlán se enfrenta ante un rival muy digital, Super Nube, la cual sus ofertas hacen que Gervasio ponga manos a la obra para recuperar a los clientes que ahora hacen sus compras por este servicio de comercio por internet; Marcos, Adonis y Yoshi, deciden ayudar a Gervasio, teniendo una buena idea para vender los plátanos maduros que hay disponibles en la tienda. Jonás se ofrece de aval para que Michelle y Byron puedan rentar un departamento y vivir independientes. |                                    |                                                                                      |                           |                      |
| 27 | «Día de chicas»                    | Paula Rendón Tania Tinajero                                                          | 13 de julio de 2022       | 0.57                 |
| Por órdenes del Grupo Empresarial Encinas, todas las empleadas de Supertitlán deberán tomar un curso sobre liderazgo y valores humanos, pero más tarde, el curso se torna en un festejo entre mujeres. Mientras que ellas están tomando el curso, todos los empleados de Supertitlán, incluido Mateo, organizan una reta de Básquetbol en la que más tarde se integra Miguel, el esposo de Amelia. La reta de Básquetbol se convirtió más tarde en un duelo entre Miguel y Jonás por el amor de Amelia. Gervasio, con la ayuda de Pascualina y Don Güero, se dedica a investigar más sobre el servicio de la Súper Nube. |                                    |                                                                                      |                           |                      |
| 28 | «Noche de Tenochtitlán»            | Joserra Zúñiga José Antonio Molina                                                   | 14 de julio de 2022       | 0.48                 |
| Super Nube se consolida como el nuevo enemigo de Supertitlán, para ello, Jonás y Gervasio se les ocurre una estrategia de ventas para enfrentar a su rival en línea, implementando la Noche de Tenochtitlán, que llegará para poder recuperarles clientes. Lola descubre en los vestidores a Mateo besándo a Darío, por lo que cree que Darío le está siendo infiel a Sandra y hace correr el chisme entre todos los empleados. Como estrategia adicional en contra de Super Nube, Gervasio contrata a Miguel, que viene a complicarlo todo, incluso a sentir incomoda a Amelia. |                                    |                                                                                      |                           |                      |
| 29 | «#VenASupertitlán»                 | Salvador Suárez Obregón Karin Valecillos                                             | 18 de julio de 2022       | 0.66                 |
| Los asociados harán uso de todo su talento para enfrentar la gran estrategia de venta de Súper Nube, y así evitar que sus clientes los dejen por la competencia. |                                    |                                                                                      |                           |                      |
| 30 | «El último día de Mateo»           | Paula Rendón Tania Tinajero                                                          | 19 de julio de 2022       | 0.54                 |
| 31 | «Nuevas estrategias»               | Joserra Zúñiga José Antonio Molina Karin Vallecillos Denisse Quintero Tania Tinajero | 20 de julio de 2022       | 0.61                 |
| 32 | «La boda de Michelle»              | Diego Zanassi Denisse Quintero                                                       | 21 de julio de 2022       | 0.74                 |
| 33 | «Amelia se va»                     | Joserra Zúñiga José Antonio Molina                                                   | 25 de julio de 2022       | 0.64                 |
| 34 | «Síndrome del locker vacío»        | Diego Zanassi Karin Vallecillos                                                      | 26 de julio de 2022       | 0.65                 |
| 35 | «Amelia en el país de Alicia»      | Paula Rendón Tania Tinajero                                                          | 27 de julio de 2022       | 0.67                 |
| 36 | «¿Dónde te agarró el temblor?»     | Paula Rendón Tania Tinajero                                                          | 28 de julio de 2022       | 0.54                 |
| 37 | «Productores artesanales»          | Salvador Suárez Obregón Karin Valecillos                                             | 1 de agosto de 2022       | 0.65                 |
| 38 | «El divorcio de Amelia»            | Paula Rendón Denisse Quintero                                                        | 2 de agosto de 2022       | 0.50                 |
| 39 | «Alicia vs. Súper Nube»            | José Antonio Molina Tania Tinajero                                                   | 3 de agosto de 2022       | 0.58                 |
| 40 | «San Judas»                        | Joserra Zúñiga Denisse Quintero                                                      | 4 de agosto de 2022       | 0.71                 |
| 41 | «Día de muertos»                   | Diego Zanassi Tania Tinajero                                                         | 8 de agosto de 2022       | 0.65                 |
| 42 | «Hadas y monjas»                   | Joserra Zúñiga José Antonio Molina Karin Valecillos                                  | 9 de agosto de 2022       | 0.64                 |
| 43 | «Sorpresa»                         | Paula Rendón Denisse Quintero                                                        | 10 de agosto de 2022      | 0.49                 |
| 44 | «Súper Teentlán»                   | Salvador Suárez Obregón Karin Valecillos                                             | 11 de agosto de 2022      | 0.68                 |
| 45 | «Ambiente de trabajo tóxico»       | Joserra Zúñiga José Antonio Molina Tania Tinajero                                    | 15 de agosto de 2022      | 0.65                 |
| 46 | «El engaño de Santiago»            | Paula Rendón Denisse Quintero                                                        | 16 de agosto de 2022      | 0.42                 |
| 47 | «El secreto de Jonás»              | Diego Zanassi Karin Valecillos                                                       | 17 de agosto de 2022      | 0.61                 |
| 48 | «El espíritu navideño»             | Salvador Suárez Obregón Tania Tinajero                                               | 18 de agosto de 2022      | 0.68                 |